# Siang Jü
Siang Jü (čínsky pchin-jinem Xiàng Yǔ, znaky zjednodušené 项羽, tradiční 項羽; 232 př. n. l. – 202 př. n. l.), vlastním jménem Siang Ťi (čínsky pchin-jinem Xiàng Jí, znaky zjednodušené 项籍, tradiční 項籍), zdvořilostním jménem Jü (čínsky pchin-jinem Yǔ, znaky 羽), byl čínský vojevůdce a státník období rozpadu říše Čchin. Pocházel z generálského rodu před sjednocením Číny Čchiny sloužícího státu Čchu. Vynikl v povstání proti Čchinům, v jehož čele stanul. Po jejich pádu roku 206 př. n. l. rozdělil Čínu mezi povstalecké generály na dvě desítky království. Sám panoval v Západním Čchu. Konfederaci těchto království vládl s titulem král-hegemon. Takřka vzápětí vypukly války znovu, Čínu v nich ovládl Liou Pang, který se roku 202 př. n. l. prohlásil císařem sjednocené Číny, říše Chan.

## Život
Siang Jü se narodil roku 232 př. n. l., pocházel ze Sia-siangu (u dnešního Su-čchienu, v provincii Ťiang-su). Byl výjimečně vysoký a silný. Siangové byli rod generálů království Čchu dobytého roku 223 př. n. l. Čchiny. Siang Jüův otec Siang Čchao (項超) brzy zemřel v bojích s Čchiny, vychovával ho strýc Siang Liang.
Roku 209 př. n. l. vypuklo povstání proti říši Čchin vedené Čchen Šengem, Siang Liang se svým synovcem přidal k rebelii. Stal se jedním z vůdců obnoveného státu Čchu a roku 208 př. n. l. do čela Čchu postavil Siung Sina, potomka čchuských králů, jako krále Chuaje. Později téhož roku však padl v bitvě z čchinskou armádou.
Po smrti strýce král Chuaj jmenoval Siang Jüa zástupcem Sung Iho, velitele čchuské armády. Siang Jü zabil svého velitele a obvinil ho ze zrady. Poté převzal čchuské vojsko a porazil čchinské armády na severu říše. Další povstalecký generál, Liou Pang zatím vytáhl přímo na západ na vlastní čchinské území (Kuan-čung, Země za průsmykem) a dobyl hlavní město říše. Poté na západ přitáhl s mnohem silnější armádou i Siang Jü a začátkem roku 206 př. n. l. převzal kontrolu nad oblastí.

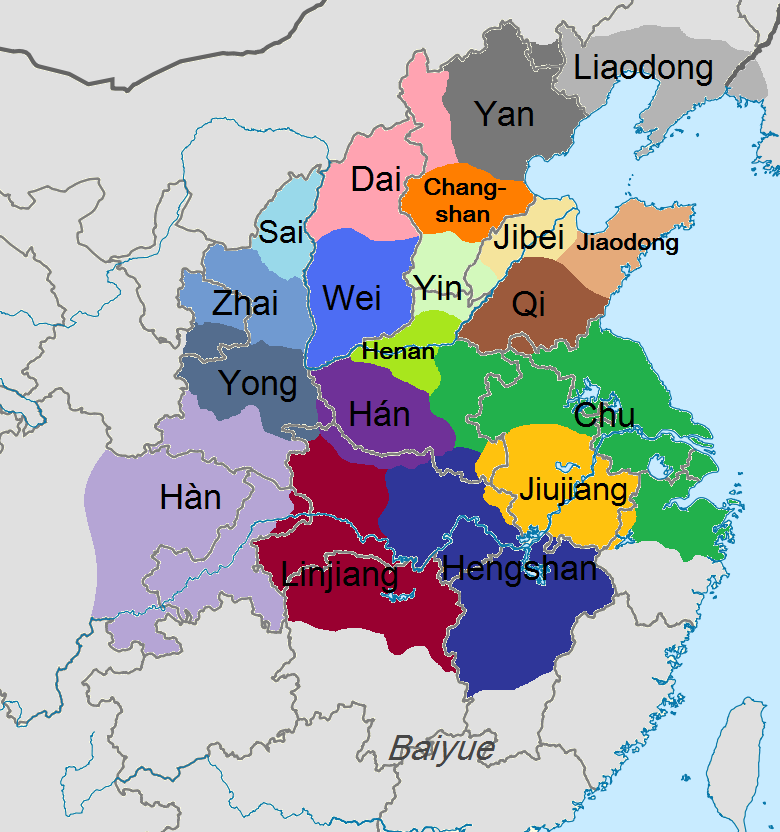
přibližné rozdělení Číny na Západní Čchu (zeleně) a osmnáct království roku 206 př. n. l.

Po porážce Čchinů Siang Jü nově uspořádal Čínu. Krále Chuaje povýšil na „Spravedlivého císaře“ (I-ti), nepřipustil ho však k rozhodování a později téhož roku 206 př. n. l. nechal zabít. Rozdělil říši na devatenáct království, která přidělil vojevůdcům účastnícím se válek proti Čchinům. Sám si ponechal devět komandérií v Ťiang-su, severním An-chueji, severním Če-ťiangu, východu a jihu Che-nanu pod názvem Západní Čchu. Udělil si titul král-hegemon (pa-wang), s tím, že bude stát v čele konfederace králů.
Uspořádání bylo nestabilní a během několika měsíců znovu vypukly boje, když Siang Jü zabil Chan Čchenga, krále Chan (v jihozápadním Che-nanu) a nahradil ho Čeng Čchangem. V Šan-tungu sjednotil tři království do jednoho Ťien Žung.
Válka propukla i na západě, kde Liou Pang obdržel titul krále z Chan (současná prefektura Chan-čung) podél řeky Chan a S’-čchuan). Se svým postavením se nespokojil, vytáhl do Kuan-čungu, obsadil ho a poté zaútočil na východ. Mezitím vzplály boje i na severu.
Osou válek se stalo soupeření mezi Siang Jüem a Liou Pangem. Přes Siangovy úspěchy v bitvách nakonec zvítězil Liou Pang, v důsledku lepší strategie a pomoci schopných generálů a ministrů. Siang Jü byl poražen a roku 202 př. n. l. na útěku v beznadějné situaci spáchal sebevraždu.
Po skončení válek se Liou Pang začátkem roku 202 př. n. l. prohlásil císařem říše Chan, znovusjednocené Číny.